# Paso Carrion
Paso Carrion är ett bergspass i Antarktis. Det ligger i Västantarktis. Argentina, Chile och Storbritannien gör anspråk på området. Paso Carrion ligger 197 meter över havet.
Terrängen runt Paso Carrion är kuperad österut, men västerut är den platt. Trakten är obefolkad. Det finns inga samhällen i närheten.